# Die Olsenbande von Würchwitz
Die Olsenbande von Würchwitz heißt eine Doku-Soap des MDR über Amateurfilmer in Würchwitz, die eigene Geschichten der dänischen Gaunerkomödie Olsenbande drehten. Der MDR startete seine vierteilige Miniserie am 26. November 2015 und wiederholte sie seitdem in unregelmäßigen Abständen.

## MDR-Dokumentation
Die Dokusoap von schmidtFilm im Auftrag des MDR porträtiert die Menschen, die für die Olsenbandenfilme leben zur Zeit der Aufnahmen für ihren fünften Film. Gezeigt wird ihr Alltag, ihre Träume und ein Dorf, dessen Bewohner eine ungewöhnliche Lebensfreude ausstrahlen, weil sie die Liebe zu einer dänischen Gaunerkomödie verbindet – der Olsenbande.

### Episodenliste
| Nr. | Originaltitel | Erstausstrahlung Deutschland | Regie        | Drehbuch     |
| --- | ------------- | ---------------------------- | ------------ | ------------ |
| 1 | Folge 1       | 26. Nov. 2015                | Anna Schmidt | Anna Schmidt |
| Ihren fünften Film beginnen die Amateurfilmer mit der letzten Szene, der Verurteilung der Olsenbande. Aufwendig gedreht wird dafür im Oberlandesgericht in Naumburg mit einem echten Staatsanwalt sowie dem ehemaligen Landrat des Burgenlandkreises und mehr als 30 Statisten. Zurück im Alltag pflegt Mäxchen in seiner Schmiede von 1749 noch altes Handwerk, Zahnarzt Thomas Linzner muss auf seine Praxisbaustelle, denn er will in sechs Wochen eröffnen. Steffi und Steffen suchen schrille Stoffe für Steffis neues Filmkostüm. Friedrich Karl kümmert sich um seine Pferde und die Schafe. Humus und Peng schmieden hochtrabende Pläne, denn sie wollen einen prominenten Fernsehkommissar für ihren neuen Streifen engagieren. |               |                              |              |              |
| 2 | Folge 2       | 3. Dez. 2015                 | Anna Schmidt | Anna Schmidt |
| Ein bekannter Fernsehkommissar soll am Leipziger Hauptbahnhof abgeholt werden. Doch dort ist es erst einmal die Bande, die große Aufregung verursacht. Egon muss Autogramme geben. Als eine Schulklasse aus Nowosibirsk das Olsenbandelied anstimmt, sind die Würchwitzer total aus dem Häuschen und vergessen fast Jaecki Schwarz in Empfang zu nehmen, der ohne Gage als Oberkommissar Egon Olsen jagt. Mäxchen hat einen Großauftrag für seine Schmiede bekommen und will die Filmerei aufgeben. Peng ist entsetzt und es entbrennt ein Streit. |               |                              |              |              |
| 3 | Folge 3       | 10. Dez. 2015                | Anna Schmidt | Anna Schmidt |
| In Sieglitz wird Egon Olsen von echten Polizisten gejagt. Die Dreharbeiten und der Praxisausbau verschlingen Pengs Zeit. Mäxchen plagt das schlechte Gewissen und so arbeitet er nun Tag und Nacht in der Schmiede, es sei denn, er ist am Dreh. Steffen hat das Kostüm für Yvonne fertig genäht, womit sie bei einem Dreh auf der Leipziger Pferderennbahn glänzt. Wenig später hebt sie dann auch noch mit einem Flugzeug, dass die Bande natürlich auch kostenlos von einem Zeitzer Zahnarzt und Hobbypiloten bekommen hat. Am 5. Dezember soll Kinopremiere sein. 1000 Karten sind schon verkauft und noch ist nicht einmal der Anfang fertig.                                                                                       |               |                              |              |              |
| 4 | Folge 4       | 17. Dez. 2015                | Anna Schmidt | Anna Schmidt |
| In der vierten und letzten Folge wird gezeigt, warum die Schauspieler Warnwesten anziehen mussten und ob Peng den Film zum ausverkauften Kinostart fertig haben wird. |               |                              |              |              |

## Amateurfilmreihe
Weil das dänische Original 1998 eingestellt wurde, drehten Würchwitzer Bürger im „Kleinsten Filmstudio der Welt“ ihre Lieblingsserie einfach weiter. Was als Spaß für das Dorffest begann, entwickelte sich zur Serie. So entstanden seit 2006 neue Geschichten der Olsenbande. Die einzelnen Filme wurden mit der Zeit immer länger.

### Cast and Crew
Wegen der verstreuten und z. T. schwer auffindbaren Informationen ist die Auflistung unvollständig.
| Rolle/Aufgabe                                                                                         | Person                         | Beruf |
| --- | ------------------------------ | --- |
| Egon Olsen                                                                                            | Friedrich Karl Steinbach       | Ex-Bürgermeister, Rentner und Pferdezüchter                                                                                                  |
| Benny Frandsen                                                                                        | Hubertus Triebe Steffen Gruner | Weinbauer mit eigenem Gut Malermeister |
| Kjeld Jensen                                                                                          | Andreas „Mäxchen“ Schaller     | Schmied |
| Yvonne Jensen                                                                                         | Steffi Pöschel                 | Sparkassenangestellte und trainiert in ihrer Freizeit die Tanzmäuse des Luckaer Karnevalsclub                                                |
| Dynamit Harry                                                                                         | Bernd Christen                 | |
| Dummes Schwein                                                                                        | Steffen Gäbler                 | |
| | Liesbeth Brauer                | |
| | Helmut Reichstein              | |
| | Falko Fröhlich                 | |
| Birger Jensen                                                                                         | Merlin Menzel                  | |
| Harri Reiche                                                                                          | Harri Reiche                   | Kommunalpolitiker |
| Rainer Wahnsinn                                                                                       | Dieter Richter                 | Leiter des Kabaretts Leipziger Pfeffermühle                                                                                                  |
| Pilot                                                                                                 | Mathias Gonser                 | |
| Buch und Regie                                                                                        | Helmut Pöschel Thomas Linzner  | Ex-Biologie- und Chemielehrer, richtete sich 1967 sein eigenes Filmstudio ein – „das kleinste Filmstudio der Welt“, wie er es nennt Zahnarzt |
| Kamera und Schnitt                                                                                    | Thomas Linzner                 | s. o. |
| Musik                                                                                                 | Bent Fabricius-Bjerre †        | dänischer Pianist und Komponist |
| Kostüme                                                                                               | Steffen Gruner Thomas Linzner  | s. o. |
| Maske                                                                                                 | Claudia Rossin                 | |
| Ton                                                                                                   | Hans Jörg Becker               | |
| Requisite                                                                                             | York Brauer Thomas Linzner     | Inhaber Schweisstechnik Aue s. o. |
| Pyrotechnik                                                                                           | Frank Tympel                   | |
| und viele Bewohner des Dorfes sowie jeweils ein Prominenter wie bspw. Sigmund Jähn und Jaecki Schwarz |                                | |

### Episodenliste
| Nr. | Originaltitel                                         | Erstausstrahlung Deutschland | Regie          | Drehbuch                       |
| --- | ----------------------------------------------------- | ---------------------------- | -------------- | ------------------------------ |
| 1 | Die Olsenbande und der Käsecoup                       | zum Kleefest Mitte Juni 2006 | Helmut Pöschel | Christian Schmelzer            |
| Am Anfang war ein Tresor und dann der Plan zum Knacken. In dem kleinen Dörfchen Würchwitz in Sachsen-Anhalt wird der bekannte Milbenkäse hergestellt. In dem besagten Tresor befindet sich das älteste und wertvollste Exemplar des Käses. Das ist ein Fall für die Olsenbande. Egon hat einen Plan: er benötigt ein Auto, Schneidbrenner und ein Pornoheft. |                                                       |                              |                |                                |
| 2 | Die Olsenbande und der Thesenraub                     | 4. Dez. 2007                 | Helmut Pöschel |                                |
| 1517: Ein großer Mann hat eine Vision. 490 Jahre später: ein kleiner Mann hat einen Plan, in dem es um ein wertvolles historisches Zeugnis von internationaler Bedeutung geht. In Zeitz befindet sich einer der letzten Originaldrucke von Luthers Thesen. Egon weiß, dass der Vatikan bereit ist, Millionen dafür zu bezahlen. |                                                       |                              |                |                                |
| 3 | Die Olsenbande auf der Suche nach dem Bernsteinzimmer | 2. Dez. 2008                 | Helmut Pöschel | Helmut Pöschel, Thomas Linzner |
| Mit Weltraumtechnik, unbändigem Tatendrang und einem genialen Plan wollen die drei Kleinganoven nun endlich ihre erste Million erbeuten. Zu Land, in der Luft und tief im Inneren der Erde machen sich Egon, Benny und Kjeld auf die Suche nach dem legendären Bernsteinzimmer. |                                                       |                              |                |                                |
| 4 | Die Olsenbande und der vergessene Stifterschatz       | 3. Dez. 2011                 | Helmut Pöschel | Helmut Pöschel, Thomas Linzner |
| Zum Auftakt war Die Bande hat in Nebra in der dortigen Arche Nebra die Himmelsscheibe geklaut, offizieller Versicherungswert 100 Mio. Euro. Ein kleiner Vorab-Coup vor dem eigentlichen Ding, schließlich müssen erstmal die Mittel für den großen Coup beschafft werden. |                                                       |                              |                |                                |
| 5 | Die Olsenbande und die Hand des Königs                | 5. Dez. 2015                 | Helmut Pöschel | Helmut Pöschel, Thomas Linzner |
| Die Dreharbeiten starteten mit dem Ende des Films im Oberlandesgericht: Die drei Gauner bekommen 100 Tage Sozialarbeit aufgebrummt. Die Bande hatte die Tageseinnahmen von David Garrett im Leipziger Gewandhaus gestohlen und nahm so nebenbei noch einen Koffer mit unbekanntem Inhalt mit. Aus der Zeitung erfahren sie am nächsten Tag, dass sie die wertvolle, über 1000 Jahre alte Schwurhand Rudolfs von Rheinfelden mitgehen ließen. Darauf setzten die Stadtoberen der Schweizer Stadt Rheinfelden eine Million Euro als Belohnung für das Wiederauffinden aus. Egon streicht die Million ein und legt diese auch gleich bei der Credit Suisse an. Doch der Deal fliegt durch eine Steuer-CD auf. |                                                       |                              |                |                                |
| 6 | Die Würchwitzer Olsenbande fährt nach Jütland         | 5. Dez. 2017                 | Helmut Pöschel | Helmut Pöschel, Thomas Linzner |
| Das Filmteam ist nach Jütland gefahren und hat die authentischen Drehorte für die Olsenbanden-Filme aufgesucht. Entstanden ist ein Dokumentarfilm mit Spielszenen. Dieser sollte laut Pöschel auch die wirklich letzte Folge sein. |                                                       |                              |                |                                |